# Batallón América
El Batallón América fue una organización internacionalista sudamericana, que tenía por objeto la colaboración entre distintas organizaciones subversivas de Colombia, Ecuador y Perú. Estuvo principalmente integrada por el Movimiento 19 de abril (M-19) y el Movimiento Armado Quintín Lame (MAQL), con minorías de la Coordinadora Nacional Guerrillera de Colombia; el Movimiento Revolucionario Túpac Amaru (MRTA) de Perú y Alfaro Vive ¡Carajo! (AVC) de Ecuador, y el Movimiento de Liberación Nacional-Tupamaros (MLN-T) de Uruguay.

## Antecedentes
Como antecedentes de internacionalismo guerrillero estuvieron la Organización Latinoamericana de Solidaridad (OLAS) y la Junta de Coordinación Revolucionaria (JCR).

## Historia
Tras el fracaso de la toma del Palacio de Justicia, en 1985, por parte del Movimiento 19 de abril (M-19), y las muertes de sus comandantes (Carlos Toledo Plata en 1984, Iván Marino Ospina en 1985), además de los enfrentamientos con el Comando Ricardo Franco Frente-Sur, se celebró una reunión donde se dio por formulada la iniciativa de crear "un ejército latinoamericano (definido como bolivariano) compuesto por guerrilleros de diferentes nacionalidades, del que posteriormente pudieran desprenderse columnas hacia distintos países, muy a la imagen y semejanza de los propósitos del Che Guevara en Bolivia en 1967".
El nombre del Batallón América provino del Campo América, un lugar de entrenamiento que originalmente tuvo el nombre de Campo Ulluco. A finales de 1985, miembros del MRTA y del MIR-Voz Rebelde, ambos de Perú, viajaron a Colombia para recibir entrenamiento (uno de los que recibieron entrenamiento fue Víctor Polay Campos), se conformó en el Occidente del país (Cauca y Valle del Cauca) el Batallón América.
En 1986, los 500 miembros del Batallón América, tras varias victorias iniciales y tomas de poblaciones, liderados por Carlos Pizarro y Gustavo Arias Londoño participaron en una ofensiva para tomar Cali, con el apoyo de las milicias populares que terminó en fracaso por la respuesta de la Fuerza Pública de Colombia. Producto de esto, y sumado al asesinato de Álvaro Fayad (comandante del M-19), el Batallón América se desintegra con algunos remanentes, en 1987.